# Picea likiangensis

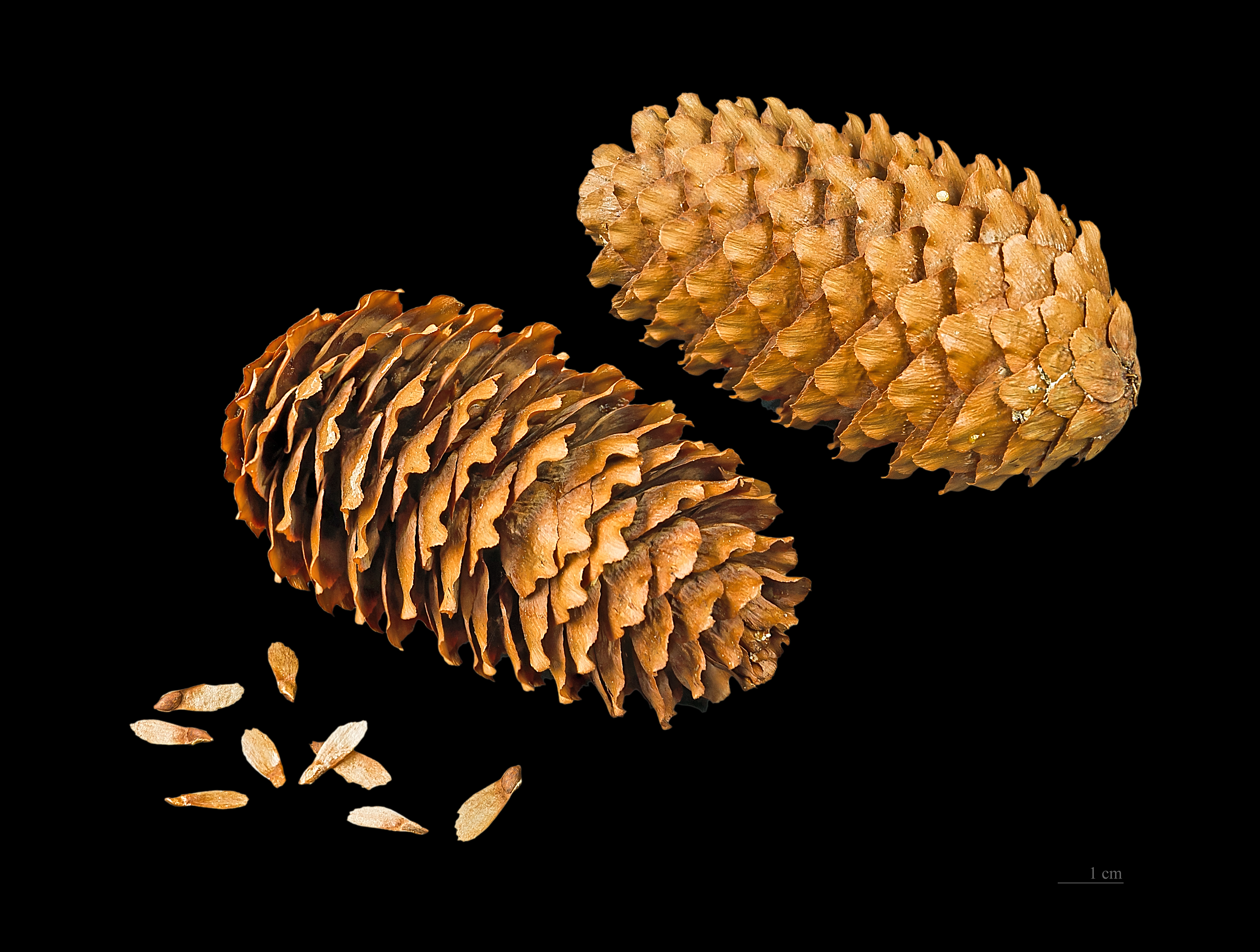
Picea likiangensis

Picea likiangensis, la pícea de Likiang, es una especie de conífera perteneciente a la familia Pinaceae. Se encuentran en Bután y China.

## Descripción
Es un árbol que alcanza los 50 metros de altura y su tronco los 25 dm de diámetro. Las hojas son lineales de 6 - 15 mm de longitud por 1-1,5 mm de ancho. Las semillas en piñas cilíndricas de 4-12 cm de longitud y 2-3,5 cm de ancho.

## Taxonomía
Picea likiangensis fue descrita por (Franch.) E.Pritz. y publicado en Botanische Jahrbücher für Systematik, Pflanzengeschichte und Pflanzengeographie 29(2): 217, in obs. 1900.
Etimología
Picea; nombre genérico que es tomado directamente del Latín pix = "brea", nombre clásico dado a un pino que producía esta sustancia
likiangensis: epíteto geográfico  
Variedades aceptadas
- Picea likiangensis var. hirtella W.C.Cheng
- Picea likiangensis var. linzhiensis W.C.Cheng & L.K.Fu
- Picea likiangensis var. montigena (Mast.) W.C.Cheng
- Picea likiangensis var. rubescens Rehder & E.H.Wilson

Sinonimia
- Abies likiangensis Franch.
- Picea yunnanensis Lacass.[5]